# 妙楽寺 (睦沢町の大字)
妙楽寺（みょうらくじ）は、千葉県長生郡睦沢町の大字。郵便番号299-4424。

## 地理
西から北は佐貫、東は大上、南東はいすみ市荻原、南は大多喜町下大多喜、南西は大多喜町小土呂に隣接している。

## 歴史
江戸期は妙楽寺村であり、上総国夷隅郡のうち。「上総国村高帳」では幕府と旗本能勢氏・山下氏の相給、「旧高旧領」では久留里藩と旗本能勢氏・山下氏・伊藤氏の相給。村高は、文禄3年「石高覚帳」315石、「元禄郷帳」632石、「天保郷帳」「旧高旧領」ともに633石余。「上総国村高帳」では家数138。当村は、大多喜城下に通じる街道にあたり、馬継場であった。大多喜城下へぬける道が嶮岨なため駒返しと呼ばれていた。神社は日吉神社。同社は山王権現とも呼ばれ、酒造り・害虫駆除の神として信仰されてきた。寺院は、天台宗妙楽寺・日蓮宗本妙寺。妙楽寺は嘉祥年間に創建され、当初叡泰寺と称していたが、元亀年間に兵火に焼かれて元和年間に再興、妙楽寺に改称したという（睦沢村古事漫録）。同寺の大日如来坐像は平安末期の作。明治6年千葉県に所属。同年妙楽寺小学校を医師村杉養謙方に設立したが、同12年大上小学校に合併。同18年反別338町3反余（上総国町村誌）。明治22年瑞沢村の大字となる。

### 年表
- 1873年（明治6年） - 千葉県に所属。
- 1889年（明治22年）4月1日 - 夷隅郡瑞沢村大字妙楽寺になる。
  - 町村制施行し、大上村、佐貫村、妙楽寺村が合併し夷隅郡瑞沢村が発足。
- 1955年（昭和30年）7月20日 - 長生郡睦沢村妙楽寺になる。
  - 瑞沢村は長生郡土睦村、同郡長南町の一部（森、長楽寺）と合併し、長生郡睦沢村が発足。
- 1983年（昭和58年）4月1日 - 長生郡睦沢町妙楽寺になる。
  - 睦沢村が町制施行し、睦沢町となる。

## 世帯数と人口
2017年（平成29年）4月1日現在の世帯数と人口は以下の通りである。
| 大字   | 世帯数  | 人口  |
| ------ | ------- | ----- |
| 妙楽寺 | 113世帯 | 320人 |

## 施設
- 妙楽寺区民センター
- 寺台集会所
- 中村集会所
- 荒上公民館
- 妙楽寺青年館
- 妙下集会所
- 川駒館集会所
- 妙楽寺
- 本妙寺
- 日吉神社

## 交通

### 路線バス
- 小湊鐡道バス[5]
  - 上総一ノ宮駅～大多喜駅[6]
    - （大上） - 瑞沢農協前 - 瑞沢農協前 - 佐貫入口 - 御大日下 - 寺台 - 川音 - 杉沢房総カントリー前 - 駒返 - （下大多喜）

### 巡回バス
- 睦沢町巡回バス[7][8]
  - （佐貫） → 11川音 → 12寺台 → 13中村集会所 → 14妙下 → （大上）

### 道路
- 都道府県道
  - 千葉県道150号大多喜一宮線